# Timo Vaittinen
Timo Vaittinen, född 1976 i Helsingfors i Finland, är en finsk bildkonstnär. Vaittinen har examen från Konsthögskolan i Helsingfors. Han är känd för collagemålningar, animationsvideor och installationer. Hans verk har jämförts med psykedelisk Op Art från 1960-talet.[källa behövs] Vaittinens verk har visats på till exempel Galleri SIC i Helsingfors, Pori Art Museum, Kuopio Art Museum, Gallery Steinsland Berliner i Stockholm och Museum of Contemporary Art Kiasma i Helsingfors.